# Ricardo García Perdomo
Ricardo García Perdomo (* 20. April 1920 in Santa Clara; † 13. September 1996 in Miami) war ein kubanischer Gitarrist und Komponist.
García lebte ab 1942 in Havanna. Bekannt wurde er 1948 durch Ñico Membiela, der einige seiner Boleros interpretierte. Celio González nahm mit der Gruppe Sonora Matancera den Bolero Total auf. Weitere Kompositionen Garcías waren u. a. Asombro, Qué te cuesta und Todo se paga.